# بايرون إل. جونسون
بايرون إل. جونسون (بالإنجليزية: Byron L. Johnson)‏ هو اقتصادي وسياسي أمريكي، ولد في 12 أكتوبر 1917 بشيكاغو في الولايات المتحدة، وتوفي في 6 يناير 2000 بإنجلوود في الولايات المتحدة. حزبياً، نشط في الحزب الديمقراطي. انتخب عضو مجلس نواب كولورادو وانتخب عضو مجلس النواب الأمريكي.